# میلفورد (دلاور)
میلفورد، دلاور (به انگلیسی: Milford, Delaware) یک شهر در ایالات متحده آمریکا است که در دلاویر واقع شده‌است.

## خصوصیات
میلفورد ۹٬۵۵۹ نفر جمعیت دارد.